# Theridion frio
Theridion frio là một loài nhện trong họ Theridiidae.
Loài này thuộc chi Theridion. Theridion frio được Herbert Walter Levi miêu tả năm 1959.